# من هستم… (مجموعه تلویزیونی)
من هستم… (انگلیسی: I Am...) یک مجموعه آنتولوژی درام با بازیگری زنانه از داستان‌های مستقل است که توسط دومینیک سویج برای کانال ۴ ساخته شده است. هر قسمت به‌دست سویج با همکاری بازیگر نقش اول ساخته و نوشته شده است.
هر قسمت از من هستم… بر روی شخصیتی متمرکز است که عنوان قسمت از نام شخصیت گرفته شده است. هر داستان مستقل در حین مشارکت با بازیگر اصلی، با گفت‌وگوها و مضامین بداهه از جمله روابط، سلامت روان، و توانمندسازی به وجود آمده است.